# Иван Голев
 Тази статия е за българския писател.  За лекаря вижте Иван Голев (лекар).  
Иван Владимиров Голев е български поет, белетрист и драматург.
Роден е на 26 септември 1950 година в София в семейството на писателя Владимир Голев. През 1975 година завършва славянска филология в Софийския университет. Работи като редактор в издателствата „Народна младеж“ (1977 – 1978) и „Народна култура“ (1979 – 1980), след което работи в литературните списания „Панорама“ (1980 – 1989) и „Съвременник“ (1989 – 2012). През 2008 – 2013 година е главен редактор на списание GEO.

## Награди
- „Владимир Башев“ за стихосбирката „Бяла пеперуда“,
- Годишна награда на СБП за пиесата „Вавилонска кофа“